# 무로쓰촌 (효고현 이보군)
무로쓰촌(室津村)은 효고현 이보군에 설치되었던 촌이다. 현재의 다쓰노시에 해당한다.